# A Journey's End
A Journey's End drugi je studijski album irskog black/folk metal sastava Primordial. Diskografska kuća Misanthropy Records objavila ga je 15. lipnja 1998. godine.

## Popis pjesama
Tekstovi: A. Averill, osim za pjesmu "Dark Song", čiji je tekst djelomično preuzet iz Pjesme o Amerginu, glazba: Primordial, osim za pjesmu "Dark Song", koju je skladao Feargal Flannery.
| 1.    | »Graven Idol«                         | 8:06  |
| 2.    | »Dark Song«                           | 5:06  |
| 3.    | »Autumn's Ablaze«                     | 8:17  |
| 4.    | »Journey's End«                       | 8:01  |
| 5.    | »Solitary Mourner«                    | 2:56  |
| 6.    | »Bitter Harvest«                      | 10:34 |
| 7.    | »An Aistear Deirneach« (instrumental) | 4:28  |
| 47:28 |                                       |       |

## Zasluge
Primordial
- A. Nemtheanga Averill – vokali
- C. Mac Uilmm – gitara, mandolina, zviždaljka
- P. Mac Gawlaigh – bas-gitara, bodhran
- S. O'Laoghaire – bubnjevi, udaraljke, bodhran

Ostalo osoblje
- Mags – snimanje, miksanje
- Stephen O'Malley – dizajn
- Robert Demachy – naslovnica